# What Ifs & Maybes
What Ifs & Maybes è il terzo album in studio del cantautore britannico Tom Grennan, pubblicato nel 2023.

## Tracce
1. How Does It Feel – 2:23
2. Remind Me – 3:31
3. Crown Your Love – 3:04
4. Here – 3:15
5. Before You – 2:57
6. Sleeping Rough – 3:20
7. This Side of the Room – 3:05
8. Psychedelic Kisses – 2:57
9. All These Nights – 2:34
10. Problems – 3:27
11. Head Up – 3:12
12. Love Don't Cost a Thing – 2:43
13. Someone I Used to Know – 2:58
14. You Are Not Alone – 2:46

## Classifiche
| Classifica (2023) | Posizione raggiunta |
| ----------------- | ------------------- |
| Regno Unito       | 1                   |